# فرانچسکو مارگیوتا
فرانچسکو مارگیوتا (انگلیسی: Francesco Margiotta؛ زادهٔ ۱۵ ژوئیهٔ ۱۹۹۳) بازیکن فوتبال اهل ایتالیا است.
از باشگاه‌هایی که در آن بازی کرده‌است می‌توان به باشگاه فوتبال یوونتوس، باشگاه فوتبال مونتسا، و باشگاه فوتبال ونتزیا اشاره کرد.
وی همچنین در تیم ملی فوتبال زیر ۱۹ سال ایتالیا بازی کرده‌است.